# I династия
Первая династия (I династия) правителей Древнего Египта, как и вторая, относится обычно к периоду Раннего Царства. Столицей Древнего Египта на то время был город Тинис (егип. Tjene). Фараона Нармера принято считать первым правителем, объединившим Нижний и Верхний Египет.

## Основные события
Датировка периода остаётся предметом споров учёных. Она выпала на бронзовый век и приблизительно началась между XXXIV и XXX веками до н.э. В 2013 году исследования на основе радиоуглеродного анализа начало правления Хор Аха установили на приблизительной дате 3100 год до н.э. и определили промежуток I династии 3218–3035 годы до н.э. с 95% вероятностью.
Информация о додинастическом периоде Древнего Египта черпается из нескольких монументов и объектов с именами фараонов, среди которых Палетка Нармера свидетельствует о централизации государства. Приписываемую в Новом царстве Нармеру/Менесу роль объединителя современные учёные не подтверждают. Считается, что объединение шло постепенно на протяжении столетий, а факт существования легендарного воина-объединителя не подтверждается археологическими раскопками. Источниками данных об этом периоде служат булава Нармера, царские списки Дена и Каа.
Не сохранились детальные записи о деяниях первых двух династий, кроме Палермского камня. Появившееся в это время иероглифическое письмо просуществовало три тысячи лет.
В описываемый период ещё практиковались человеческие жертвоприношения как часть похоронного обряда фараона. Например, в гробнице Джера найдено 338 жертв. Также в жертву помимо людей приносились животные. По неизвестной причине эта практика прекратилась с окончанием I династии.

## Список фараонов Первой династии
Известные правители I династии:
| Имя                  | Правление         | Правление            | Пояснение | Гробница                                       |
| Имя                  | Продолжительность | Даты (до н.э.)       | Пояснение | Гробница                                       |
| -------------------- | ----------------- | -------------------- | --- | ---------------------------------------------- |
| Нармер               | неизвестно        | конец XXXII века (?) | Обычно соотносится с Менесом, объединителем Верхнего и Нижнего Египта. Вероятный наследник додинастического (Некада III) правителя Скорпиона II или Ка. После власть перешла к Хор Аху. | B17-B18 некрополя Умм эль-Кааб в Абидосе       |
| Хор Аха              | неясно, но долгое | с 3100               | Иногда соотносится с Менесом. Отец Джера, возможно, также Нейтхотеп или иной жены, которую позже назовут Хентхап. После у власти стала регентша Нейтхотеп.                              | B10-B15 и B19 некрополя Умм эль-Кааб в Абидосе |
| Нейтхотеп            | 1 год (?)         | (?)                  | Царица-регентша при малолетнем сыне Джере. | O некрополя Умм эль-Кааб в Абидосе             |
| Джер                 | 40–41 лет         | ок. 3000             | Отец Мернейт. Его наследником стал Уаджи, его возможный сын. | O некрополя Умм эль-Кааб в Абидосе             |
| Уаджи (Джет)         | ок. 10 лет        | с 2980               | Его власть перешла к его жене и, возможно, сестре Мернейт. Был отцом Дена. | Z некрополя Умм эль-Кааб в Абидосе             |
| Мернейт              | (?)               | с ок. 2970           | Регентша при сыне и наследнике Дене и, вероятно, единовластная царица. Возможно, была дочерью Джера и супругой Уаджи.                                                                   | Y некрополя Умм эль-Кааб в Абидосе             |
| Ден (Удиму)          | 42 года           | с ок. 2970           | Один из самых могущественных фараонов I династии | T некрополя Умм эль-Кааб в Абидосе             |
| Возможный промежуток |                   |                      | |                                                |
| Аджиб                | 8–10 лет          | с 2930               | Внук Уаджи и Мернейт, вероятный сын Дена. | X некрополя Умм эль-Кааб в Абидосе             |
| Возможный промежуток |                   |                      | |                                                |
| Семерхет             | 8+1⁄2 лет         | с 2920               | Обычно считается узурпатором, но был легитимным правителем и сыном Дена. После него власть перешла к Каа.                                                                               | U некрополя Умм эль-Кааб в Абидосе             |
| Каа (Хор Ка-а)       | 26–33 лет         | с 2910               | Последний фараон I династии. | Q некрополя Умм эль-Кааб в Абидосе             |

## Галерея

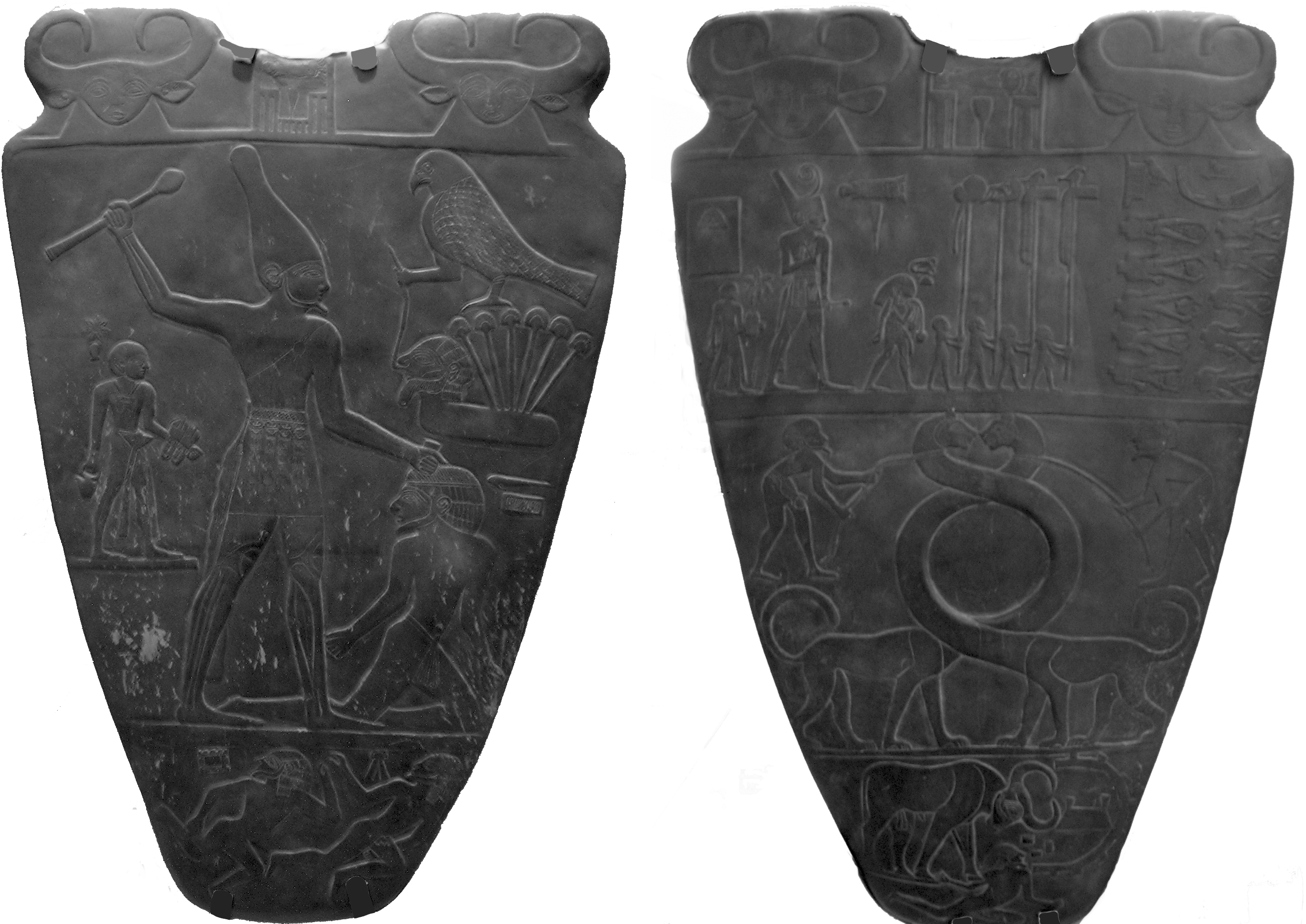
Палетка Нармера. Каирский музей
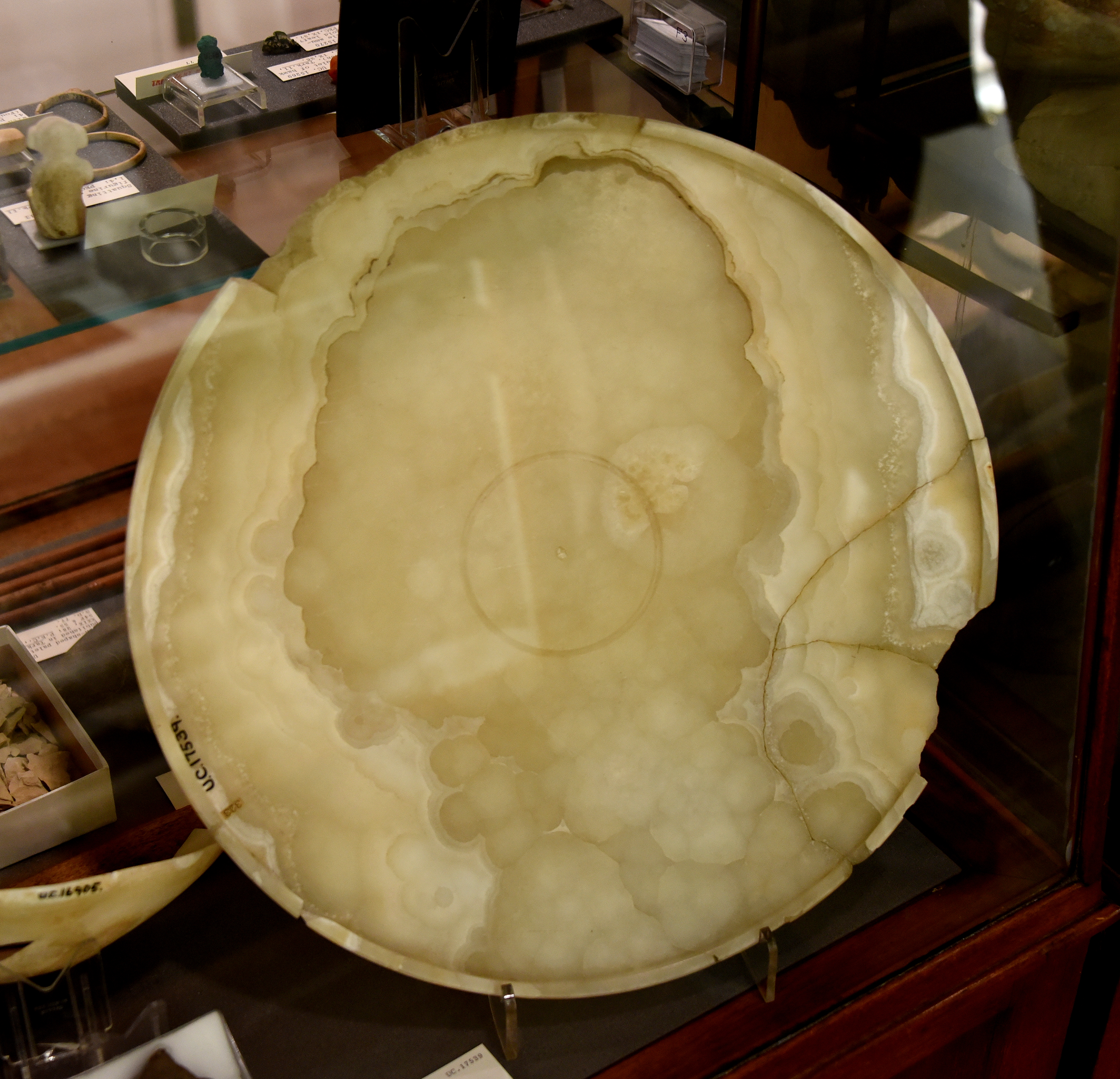
Кальцитовое блюдо из гробницы Семерхета. Музей Питри, Лондон
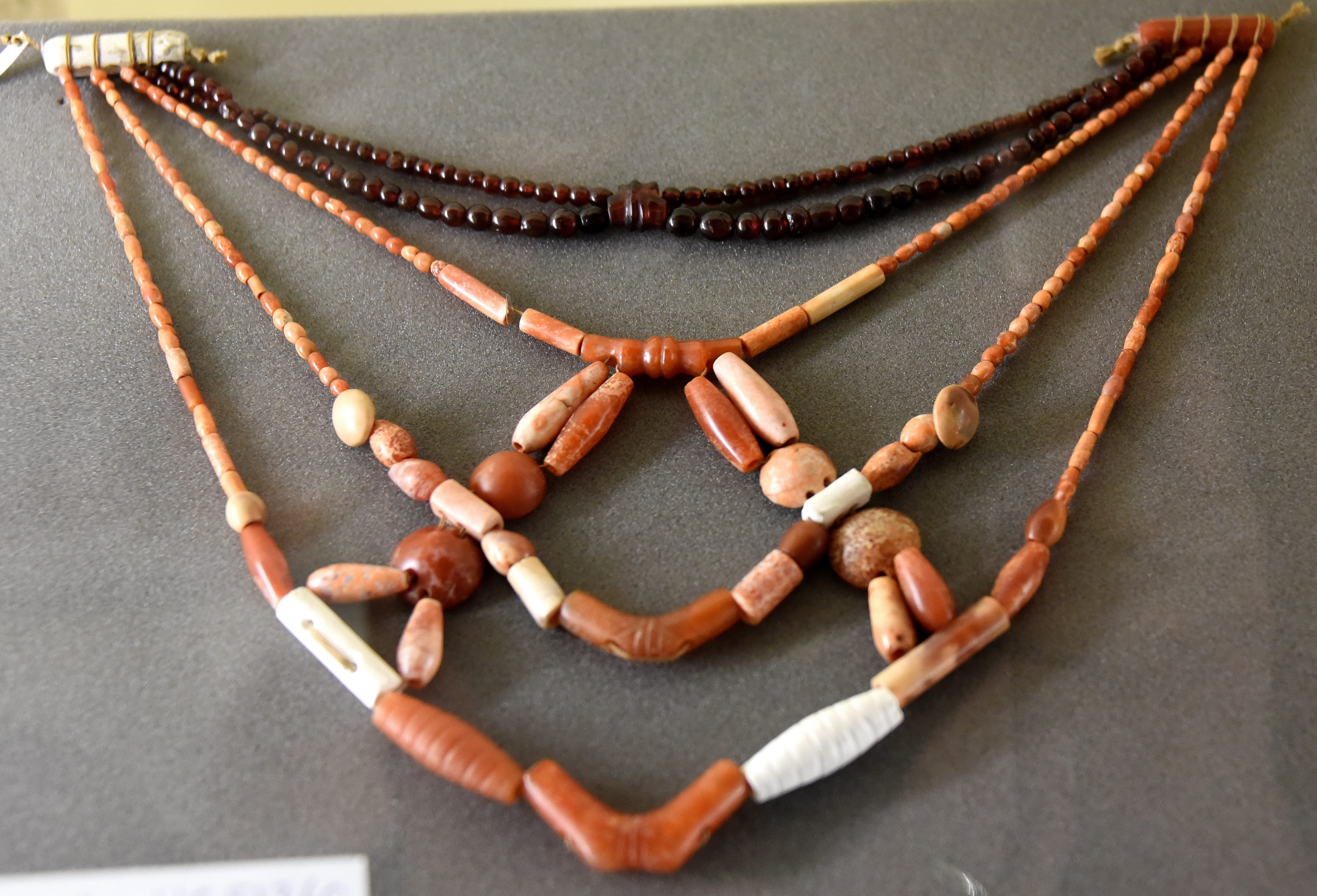
Бусы из разных видов бусин: сердолика, граната и коралла. Найдены в гробнице Мены в Абидосе. Музей Питри, Лондон
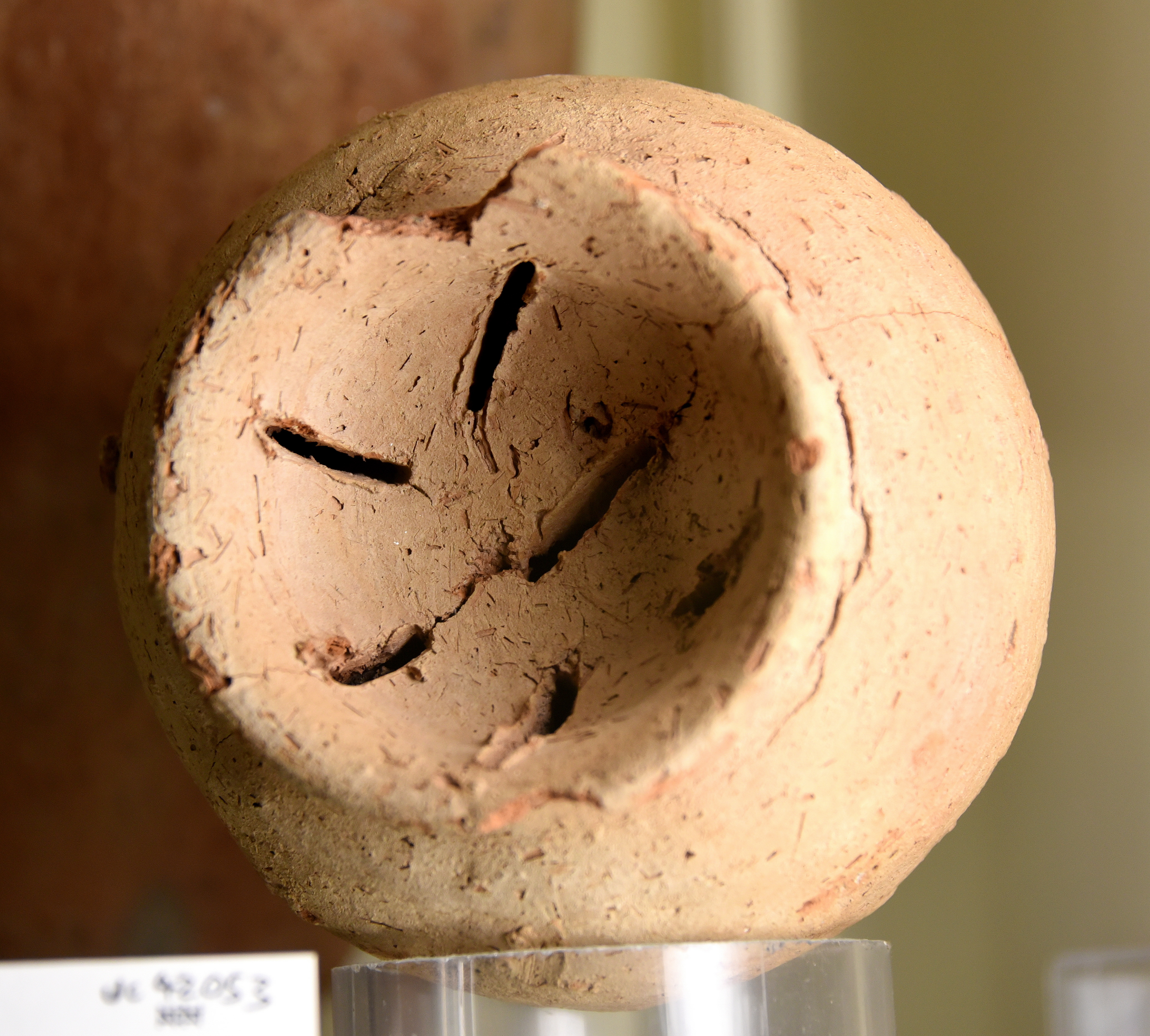
Глиняный сосуд с "фильтром". Музей Питри, Лондон